# 立山通り
立山通り（たてやまどおり）は、富山県富山市の有沢橋右岸と大日橋左岸を結ぶ道路の通称である。有沢橋右岸から国道41号までは『有沢線』、同じく有沢橋右岸から堀川地区までは『堀川線』という愛称も存在する（うち堀川線は1966年3月30日完成）。また、1966年当時は、有沢橋以西の区間と合わせて『中老田小泉線』という名称も存在していた。
有沢橋右岸 - 城南公園前交差点は富山県道62号富山小杉線、城南公園前交差点 - 大日橋左岸は富山県道3号富山立山魚津線（いずれも主要地方道）に、それぞれ指定されている。なお、後者は当初富山市の街路事業として施行されていた。

## 概要
太平洋戦争中に不二越鋼材工業（現・不二越）の山室工場が1944年に竣工することに伴い、同工場と本社工場を結ぶ道路として、軍部の命令で富山地方鉄道立山線（現・富山地方鉄道不二越線）と現在の高原町交差点を結ぶ道路として開通したのが始まりである。
その後、戦災都市復興計画の一環として、大泉地区の区画整理に合わせて、この道路を西方向に延伸して有沢橋に繋げた（1956年度着工、1966年3月30日に有沢橋右岸詰めから都市計画街路堀川線を結ぶ延長1,750m、幅員22mの道路が小泉線として開通）。同区間の着工以降、中市交差点 - 中川原間の1,030 m（幅員16 m）が開通し、1962年度から中川原地内の富山県道178号流杉双代線交点から大日橋左岸までの延長3,200mの用地買収に入り着工、1966年8月10日に完成した。これにより先に完成していた1,400m、小泉線1,750m、大泉地区都市改造事業の1,050mと併せ、有沢橋と大日橋を結ぶ総延長7,400mの道路として全線開通した。
1980年には立山線 - 中市交差点までの670mが幅員20mに拡幅された。
現在の『立山通り』の愛称が付けられたのは、1973年9月7日である。

## 接続する道路
- 富山県道69号富山笹津線（西田地方交差点）
- 国道41号（城南公園前交差点）
- 富山県道43号富山上滝立山線（小泉町交差点）
- 富山県道179号三室荒屋富山線
- 富山県道65号富山大沢野線（中市交差点）
- 富山県道178号流杉双代線（中川原交差点）
- 草島東線（中川原（東）交差点）
- 富山県道56号富山環状線、富山県道175号新庄大山線
- 富山県道365号流杉町袋線（大島一丁目交差点）